# Campodorus curtitarsis
Campodorus curtitarsis là một loài tò vò trong họ Ichneumonidae.